# 桃華月憚
《桃華月憚》是ROOT於2007年5月25日發行的冒險類型日本成人遊戲。遊戲改編的電視動畫先於同年4月2日於日本放映。2009年10月1日由角川書店發行PS2版《桃華月憚〜光風の陵王〜》。

## 故事
充滿神秘氣息的古代土地「上津未原」，那是發生在比這個國家的歷史還要早的從前的事。不現實的原定、痛徹心肺的感情，在這片不吉利卻又美麗的土地上深深的扎根。以統治著上津未原的「桃歌台學園」和上津未原的豪門家族「守東家」的人們為中心展開了一段幻想奇妙的戀愛繪卷。

## 角色
※聲優排序：遊戲／動畫

### 守東家
- 守東 桃香（聲：空野太陽／伊瀬茉莉也）

由美子的兒子。和桃花、真琴同時期進入學園，個性孤僻不喜歡和人來往。不明原因失去了小時候的記憶。和由美子相處時會男扮女裝。到桃花永逝，桃香才明白了自己真正的所爱。
- 川壁 桃花（聲：遠野Soyogi／早見沙織）

個性開朗且貪吃的女孩。在真琴轉學到上津未原時，突然出現在火車上，來歷不明的轉學生。似乎什麼都能吃(不論味道如何)。和桃香一樣，對自己的過去沒有半點記憶。重要的人：守东桃香
- 守東 由美子（聲：本山美奈／伊藤美紀）

桃香的母親，清春的妹妹，小說家。不知為何把自己的兒子當成女孩。經常沉浸在自己所幻想的世界裡，似乎有著秘密的過去。十分依赖桃香，对桃香好像有着某种超出母子之间的感情，雖與桃香有超出母子之间的接觸。
- 御堂 寧寧（聲：北都南／藤村歩）

守東家的女僕，主要負責照顧由美子。
- 犬飼 真琴（聲： ／喜多村英梨）

轉學生。個性開朗，借住在守東家。
- 守東 春彦（聲：木島宇太／野島健兒）

清次的兒子，守東家的少爺。有點好色。經常被父親說"沒有毅力"(不過是誤會)。曾一度誤以為桃花是自己的未婚妻，還差點對男扮女裝的桃香出手(不過失敗)。
- 守東 清次（聲：青島刃／速水獎）

春彦的父親，由莉子的兄長，學園的理事長。有著發出紅光的右眼。不知為何稱自己為"守東清春 "，似乎有著秘密的過去。
- 海部 敦子（聲：鈴美巴）

- 北条 美鈴（聲：歌織 ／高橋理恵子）

- 護国寺 鞠絵（聲：守田羽糸）

- 上遠野 梨恵（聲：牧泉美）

### 桃歌台學園
- 六条 章子（聲：桜坂かい ／小林優）

喜歡真琴。平時開著跑車上下學。和胡蝶三姐妹是死對頭，時常互相較勁。平時個性溫和，不過對上胡蝶三姐妹時性格會變的凶悍。
- 胡蝶三姊妹（聲：Miru ／ ：山本麻里安、：渡邊明乃、：下屋則子）

（雀）、(燕)、(雀)妖怪三姊妹，外貌幾乎一樣。會變化成蝴蝶在上津未原四處飛舞，有時會捉弄人們。和六条章子是死對頭。
- 白川 明日菜（聲：草柳順子 ／井口裕香）

喜歡桃香的少女。
- 鬼梗（聲：須本綾奈／山縣琵琶（日语：山県びわ））

桃歌台學園的學生會長，不過極少人見過她。
- 藤堂 五月（聲：齊藤愛子）

- 岸邊 斗亞子（聲：佐本二厘）

- 水野 美野里（聲：須本綾奈）

- 雙葉 理子（聲：一色光）

- 伊集院 辰也

- 松永 俊毅

- 高岡 誠二

- 川田 篤志

- 橘 左近

- 櫻 右近

- ノルン三兄弟

- 和智 紀香

- 東 衣緒（聲： ／能登麻美子）

- 鏡 映子

## 動畫
於2007年4月2日開始播放，同年9月24日播放完畢，全26集。其中有五集的劇本內容，身為聲優的能登麻美子、清水愛、山本麻里安也有參與製作。

### 主題曲
片頭曲
- 「ゆめおぼろ」

作詞：望月智充
作曲．編曲：多田彰文
歌：犬飼真琴（喜多村英梨）、守東桃香（伊瀬茉莉也）、川壁桃花（早見沙織）
片尾曲
- 「この世界がいつかは」

作詞：望月智充
作曲．編曲：多田彰文
歌：川壁桃花（早見沙織）

### 各話資訊
| 制作No. | 標題 | 假名     | 脚本       | 繪畫                | 演出              | 作画監督                     |
| ------- | ---- | -------- | ---------- | ------------------- | ----------------- | ---------------------------- |
| 1       | 桜   | サクラ   | 望月智充   | 山口祐司            | 吉田俊司          | 近藤源一郎                   |
| 2       | 歌   | ウタ     | 望月智充   | 山本秀世            | 小林浩輔          | 沈宏                         |
| 3       | 剣   | ケン     | 望月智充   | 今千秋              | 今千秋            | 浅井昭人                     |
| 4       | 冠   | カンムリ | 望月智充   | 喜多谷充            | 中山敦史          | 八尋裕子                     |
| 5       | 仏   | ホトケ   | 望月智充   | 中野典克 山口祐司   | 丸山由太          | 石原恵                       |
| 6       | 蝶   | チョウ   | 笹野恵     | 高本宣弘            | 山崎茂            | 清水勝祐 神原大仁            |
| 7       | 闇   | ヤミ     | 中瀨理香   | 喜多谷充 山口祐司   | 吉田俊司          | 徳田夢之介                   |
| 8       | 氷   | コオリ   | 中瀨理香   | 寺東克己            | いまざきいつき    | 津田崇 河野紘一郎            |
| 9       | 雪   | ユキ     | 錦紀和     | 小倉宏文            | 小倉宏文          | 浅井昭人                     |
| 10      | 血   | チ       | 望月智充   | 青木新一郎          | 小林浩輔          | 末廣直貴                     |
| 11      | 祭   | マツリ   | 山本麻里安 | 藤原良二 中野典克   | 高田昌宏 己葉鷹太 | 谷圭司 神原大仁              |
| 12      | 命   | イノチ   | 笹野恵     | 藤原良二            | 土屋浩幸          | 高橋敦子                     |
| 13      | 館   | ヤカタ   | 山本麻里安 | 川崎逸朗            | 吉田俊司          | 佐藤義和 中野典克            |
| 14      | 旅   | タビ     | 望月智充   | 山本秀世            | 丸山由太          | 塩川貴史                     |
| 15      | 暦   | コヨミ   | 綿紀和     | 高本宣弘            | 石井久志          | 阿部智之                     |
| 16      | 星   | ホシ     | 笹野恵     | 小林浩輔 藤原良二   | 小林浩輔          | 沈宏                         |
| 17      | 月   | ツキ     | 望月智充   | 藤原良二 山口祐司   | 秋田谷典昭        | 近藤源一郎                   |
| 18      | 海   | ウミ     | 清水愛     | 小倉宏文            | 小倉宏文          | 清水勝祐 神原大仁 相坂ナオキ |
| 19      | 幕   | マク     | 望月智充   | 山本秀世            | 吉田俊司          | 塩川貴史                     |
| 20      | 桃   | モモ     | 錦紀和     | 青木新一郎 山口祐司 | 土屋浩幸          | 浅井昭人                     |
| 21      | 園   | ソノ     | 能登麻美子 | 望月智充            | 小林浩輔          | 中野典克 佐藤義和 小澤円     |
| 22      | 陰   | カゲ     | 山本麻里安 | 川崎逸朗            | 石井久志          | 八尋裕子                     |
| 22      | 虐   | ギャク   | 山本麻里安 | 川崎逸朗            | 石井久志          | 八尋裕子                     |
| 23      | 嫁   | ヨメ     | 笹野恵     | 柳沢テツヤ          | 笠井信児          | 尹貞凞                       |
| 24      | 綾   | アヤ     | 望月智充   | 高本宣弘            | 小林浩輔          | 高橋敦子                     |
| 25      | 〆   | エックス | 望月智充   | 高本宣弘 山口祐司   | 吉田俊司          | 浅井昭人                     |
| 26      | 華   | ハナ     | 望月智充   | 山本秀世 山口祐司   | 丸山由太          | 近藤源一郎                   |

## 関連商品

### 漫畫
《Comptiq》連載漫畫。作画雲屋ゆきお、劇本宙型安久里。
1. 『桃華月憚 壱』（角川書店 2007年8月9日発売） ISBN 4-04-713952-1
2. 『桃華月憚 弐』（角川書店 2008年1月10日発売） ISBN 4-04-715012-6

### CD
- 『ゆめおぼろ』オープニングテーマ（エイベックス・ディストリビューション 2007年6月20日発売） AVCA-26346
- 『この世界がいつかは』エンディングテーマ（エイベックス・ディストリビューション 2007年6月20日発売） AVCA-26347
- 『月華の螺旋』PCゲームエンディングテーマ（HOBiRECORDS 2007年4月6日発売） HBMS-177
- 『桃華月憚』オリジナルサウンドトラック（HOBiRECORDS 2007年5月25日発売） HBMS-178
- 『桃華月憚』音劇集 TVアニメーション オリジナル・サウンドトラック（エイベックス・ディストリビューション 2007年7月18日発売） AVCA-26397
- 『桃華月憚』華劇草紙「闘」（エイベックス・ディストリビューション 2007年9月26日発売） AVCA-26481
- 『桃華月憚』華劇草紙「恋」（エイベックス・ディストリビューション 2007年11月21日発売） AVCA-26475
- 『桃華月憚』華奏楽集（エイベックス・ディストリビューション 2008年1月25日発売） AVCA-26616

### DVD
初回限定特装版與通常版一起發售。
1. 『桃華月憚』月華之抄 AVBA-26367
2. 『桃華月憚』蝶華之抄 AVBA-26373
3. 『桃華月憚』香華之抄 AVBA-26376
4. 『桃華月憚』風華之抄 AVBA-26370/2

## 關聯項目
- 無顏之月

## 外部連結
- 「桃華月憚」 官方網站，遊戲的官方站台。（日語）
- 「桃華月憚」動畫官方網站 （页面存档备份，存于），電視動畫的官方站台。（日語）
- 《桃華月憚》在視覺小說數據庫的頁面 （英文）
- 桃華月憚（動畫）在動畫新聞網百科全書中的資料（英文）